# Schlebuscher Weg
Der Schlebuscher Weg ist ein Rundwanderweg im Gebiet von Wetter-Grundschöttel und Gevelsberg-Silschede, der verschiedene bergbauhistorische Stätten aus der Frühzeit der Kohleförderung des Ruhrgebietes miteinander verbindet. Das älteste Bergwerk am Wegesrand, die Zeche Fredholder Bank, datiert aus dem Jahr 1560.

## Beschreibung
Der 8,5 km lange Rundwanderweg wurde von dem Arbeitskreis Wetter/Herdecke des Förderverein Bergbauhistorischer Stätten Ruhrrevier e. V. geschaffen und wurde nach dem Abbaurevier in der Schlebuscher Talsenke benannt. Als Wegzeichen wurde das Symbol des Bergbaus, Schlägel und Eisen, im Kreis auf roten Grund verwendet. Der Ausgangspunkt liegt an der Bundesstraße 234 im Ortszentrum Grundschöttels.
Der Schlebuscher Weg ist einer von vier Bergbauwanderwegen in Wetter.

## Sehenswürdigkeiten
Der Bergbauwanderweg führt zu 22 Stätten und Objekten der Bergbaugeschichte.
1. Bergschadensgebiet und Gelände der Kleinzeche Henricus.
2. Pinge eines Versuchsschachts (63 m tief, 1925 stillgelegt) der Zeche Vereinigte Trappe im Flöz Neuflöz, Grubenfeld Sct. Henricus.
3. Pinge des tonnlägigen Schachts Frischgewagt (65 m tief, 1925 stillgelegt) der Zeche Vereinigte Trappe im Flöz Neuflöz. Daneben eine Verladestation für den Transport der Kohle auf Pferdekarren.
4. Pinge des Schacht Fabian im Flöz Neuflöz (107 m tief)
5. Schürfgraben zur Auffindung neuer Flöze.
6. Karrenspur im Sandstein. Die schwer beladenen Pferdekarren (Kohle und Bruchsteine) haben tiefe Rillen in den Untergrund gefräst.
7. Grenze des Grubenfelds Sct. Henrikus, markiert mit einem Lochstein.
8. Bahndamm der Silscheder Kohlenbahn.
9. Haldenbetrieb Illberg. Um eine große, geländebedingte Schleife der Silscheder Kohlenbahn abzukürzen, wurde begonnen, ein Tal mit einem großen Damm aus Abraum aufzufüllen. Der Damm wurde nie vollendet. Ab 1951 wurde die Aufschüttung von dem ehemaligen Bergmann W. Illberg durchsiebt. Pro Tag konnten 25–30 Tonnen Feinkohle aus dem Abraum gewonnen werden.
10. Pinge eines namenlosen Schachts (33 m tief).
11. Pferdestall (abgerissen) und alte Brandweinschenke, Einkehr der Fuhrleute
12. Bremsberg der der Schachtanlage Friederika. Volle Loren rollten den Berg hinab zur Verladestation an der Silscheder Kohlenbahn und zogen gleichzeitig geleerte Wagen mittels einer Umlenkrolle und eines Verbindungsseiles wieder bergwärts. Anfangs wurde die Anlage von einem Haspel, später von einer Dampfmaschine unterstützt.
13. Maschinenhaus Friederika der Zeche Vereinigte Trappe, älteste erhaltene Gebäude dieser Art im Ruhrgebiet. Die Dampfmaschine (1822) im Untergeschoss stammte aus den Werkstätten Friedrich Harkorts.
14. Pingenfeld, altes oberflächennahes Abbaugebiet.
15. Schachtgebäude der Zeche Löwe (später Vereinigte Trappe), Grubenfeld Glücksburg, 1925 stillgelegt.
16. Pinge des Schachts Löwe
17. Kohlenweg mit Karrenspuren
18. Rösche des Blumenthaler Erbstollens und unterirdischer Verlauf des Schlebuscher Erbstollens im Blumental. Blume oder Gruß nannten die Bergleute das Hervortreten der Flöze an die Erdoberfläche.
19. Fahrschacht des Blumenthaler Erbstollens.
20. Lichtloch Nr. 16 des Schlebuscher Erbstollens.
21. Lichtloch des Blumenthaler Erbstollens.
22. Kleinzeche Henricus, Nachlesebergbau bis 1957.

## Weitere Bergbauwanderwege in Wetter
- Route 2: Neuwülfingsburger Weg
- Route 3: Erbstollenweg
- Route 4: Bergbauwanderweg Wetter